# August Krogh
Schack August Steenberg Krogh (Grenaa, 15. studenog 1874. – Kopenhagen, 13. rujna 1949.), danski profesor na Sveučilištu u Kopenhagenu na odjelu zoofiziologije od 1916. – 1945. Doprinio je brojnim otkrićima unutar nekoliko područja fiziologije.

## Životopis
Godine 1920. dobio je Nobelovu nagradu za fiziologiju ili medicinu za otkriće mehanizma regulacije kapilarnog protoka kroz skeletne mišiće. Opisao je prilagodbu krvne perfuzije u mišiću i drugim organima, zahtjevima, pomoću širenja i sužavanja arteriola i kapilara. 
Bio je pionir u komparativnim studijama na životinjama. Svoju tezu o disanju žaba kroz kožu i pluća napisao je 1915. godine (Respiratorna izmjena kod životinja, 1915.). Proučavao homeostazu vode i elektrolita vodenih životinja i objavio je knjigu: Regulacija osmoze (1939.) i Komperativna fiziologija mehanizama za disanje (1941.). Uz to objavio je preko 200 istraživačkih članaka u međunarodnim časopisima te konstruirao nekoliko znanstvenih instrumenata značajne praktične vrijednosti, kao što su npr. spirometar i uređaj za mjerenje bazalnog metabolizma.
Donio je inzulin u Dansku ubrzo nakon otkrića Frederick Bantinga i Charles Besta iz Toronta 1922. godine. Zajedno s Hagedornom, dao je značajan doprinos danskoj proizvodnji inzulina, ektrakcijom hormona iz gušterače svinje pomoću etanola.
Velik dio Kroghovog rada pomogla je i njegova supruga Marie Krogh (1874-1943).
Godine 1910. August Krogh osnovao je prvi laboratorij za životinjsku fiziogiju (zoofiziologiju) na Sveučilištu u Kopenhagenu.
Torkel Weis-Fogh, znamenit pionir u istraživanju letenja insekata, bio je student Augusta Krogha.

## Vanjske poveznice
- (engl.)Nobelova nagrada - životopis